# Zespół ustno-twarzowo-palcowy
Zespoły ustno-twarzowo-palcowe (ang. oral-facial-digital syndromes, OFD, OFDS) – grupa około dziesięciu zespołów wad wrodzonych, które łączy współwystępowanie malformacji twarzy i jamy ustnej (rozszczepy, cechy dysmorficzne) oraz palców rąk (syndaktylia, klinodaktylia, brachydaktylia, polidaktylia). 
Zalicza się tu:
- zespół ustno-twarzowo-palcowy typu I (zespół Papillona-League-Psaume, OMIM#311200)
- zespół ustno-twarzowo-palcowy typu II (zespół Mohra, OMIM%252100)
- zespół ustno-twarzowo-palcowy typu III (zespół Sugarmana, OMIM%258850)
- zespół ustno-twarzowo-palcowy typu IV (zespół Baraitsera-Burna, OMIM%258860
- zespół ustno-twarzowo-palcowy typu V (zespół Thurstona, OMIM%174300)
- zespół ustno-twarzowo-palcowy typu VI (zespół Váradi-Pappa)
- zespół ustno-twarzowo-palcowy typu VII (zespół Whelana, OMIM 608518)
- zespół ustno-twarzowo-palcowy typu VIII (OMIM%300484)
- zespół ustno-twarzowo-palcowy typu IX (OMIM%258865)
- zespół ustno-twarzowo-palcowy typu X (OMIM 165590)

Przeczytaj ostrzeżenie dotyczące informacji medycznych i pokrewnych zamieszczonych w Wikipedii.